# Вільям Пірсон
Вільям Пірсон (англ. William Pearson; 1767—1847) — британський астроном і засновник Лондонського королівського астрономічного товариства. Також він написав Практичну Астрономію (2 томи, 1825 and 1829).

## Біографія
Вільям Пірсон народився у Вітбек, Камберленд, 23 квітня 1767. У 1803 звів планетарій, що вів показ лекцій Томаса Юнга. У 1810 купивши школу в південному Лондоні, заснував обсерваторію, де він виміряв діаметри сонця та місяця протягом сонячного затемнення 7 вересня 1820 року.

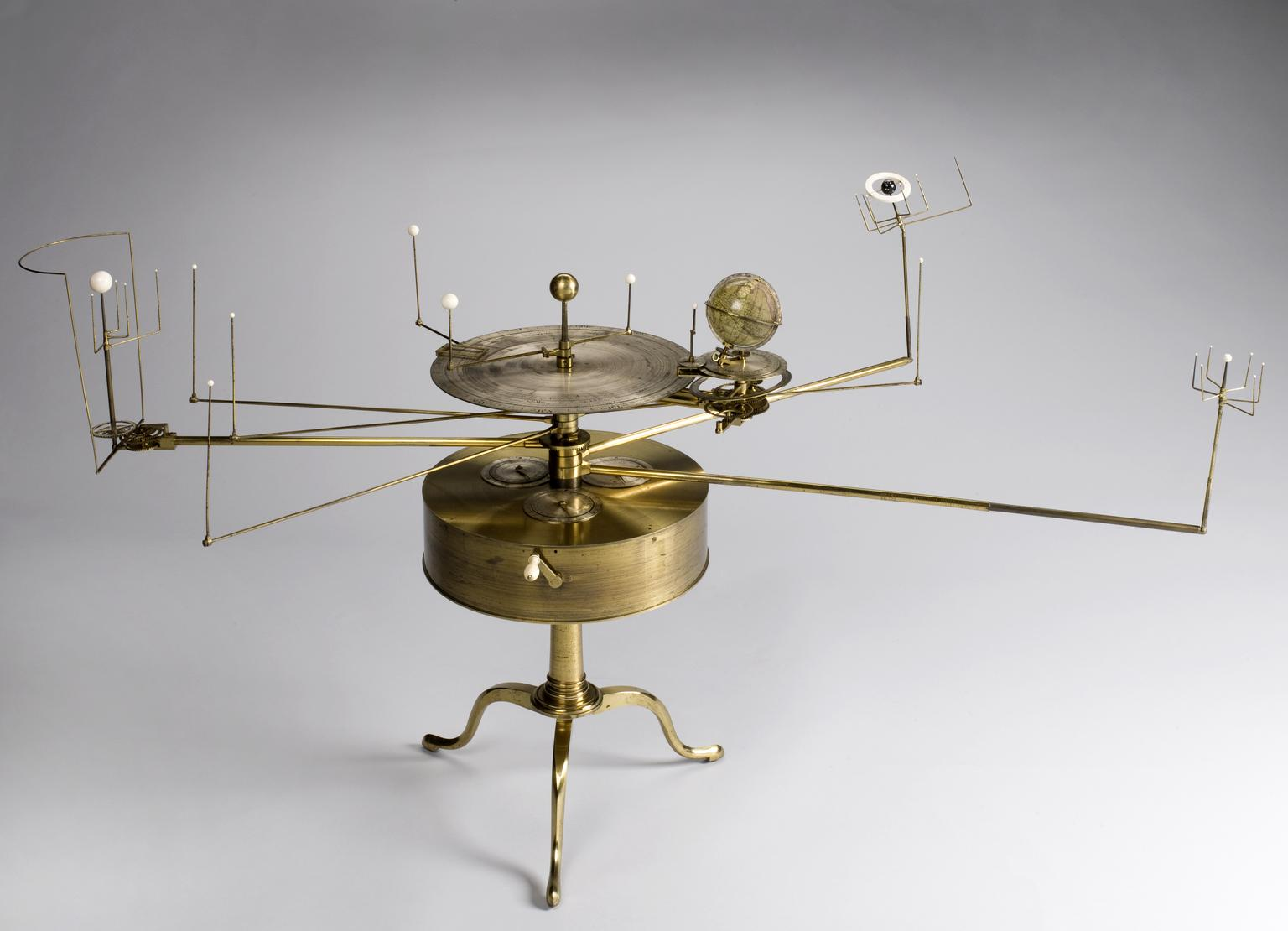
Орерій розроблена Вільямом Пірсоном

Заснування Лондонського королівського астрономічного товариства було саме завдяки його зусиллям. В 1812 і 1816, він розпочав створення спільноти, що набуло формальності на зустрічі в Таверні Вільних Масонів 12 січня 1820. Пірсон допоміг скласти правила та служив скарбником протягом перших десяти років існування товариства. У 1819 він був обраний у Лондонське королівське товариство.
29 жовтня 1835 Пірсон спостеріг комету Галлея і у 1839 він з власних розрахунків знайшов значення нахилу осі її екліптики.